# Bellágh Rózsa
Bellágh Rózsa, született Nagy Rózsa (Kolozsvár, 1943. szeptember 23.)  tanár, könyvtáros, irodalomtörténész, tudományos kutató.

## Életrajza
Édesapja Nagy István, református lelkész, egyházi író, édesanyja Ürmösi Margit. A kolozsvári Babeș–Bolyai Tudományegyetem Filológiai Karán szerzett tanári oklevelet román – magyar szakból 1967-ben. 
Fiatal tanárként az erdőszentgyörgyi líceumban (Maros megye) tanított hat évig, majd Kolozs megye több iskolájában folytatta oktató-nevelő munkáját.
1978-tól Budapesten az Országos Széchényi Könyvtárban mint könyvtáros, majd  mint tudományos kutató közel 30 évig dolgozott: először a Könyvfeldolgozó osztályon, és 20 évig a Tájékoztató osztályon. 

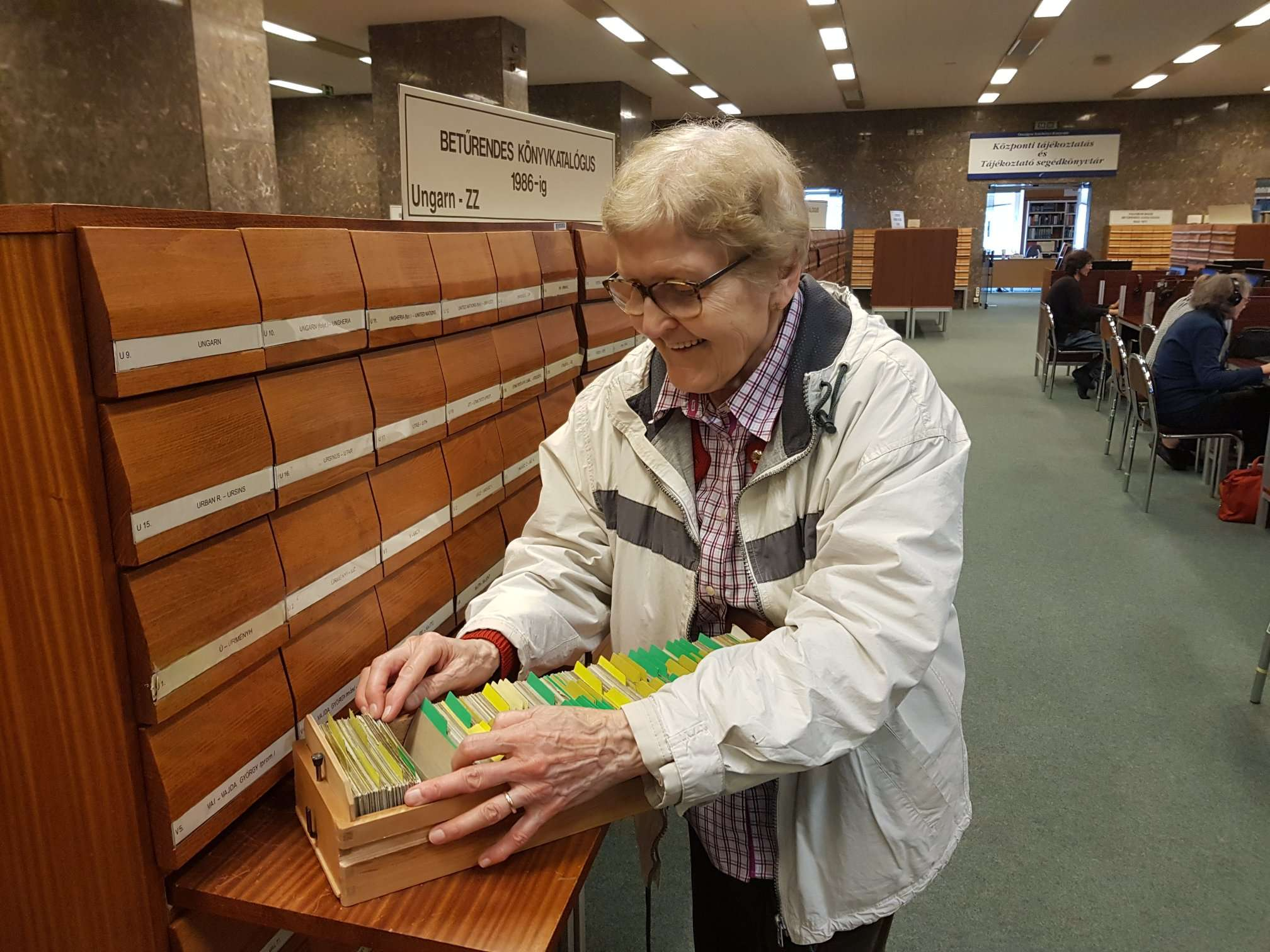
Bellágh Rózsa az Országos Széchényi Könyvtárban, 2019 tavaszán

1983-ban doktori fokozatot szerzett régi magyar irodalomból az Eötvös Loránd Tudományegyetem Bölcsészettudományi Karán. Doktori dolgozatának címe: „ A Magyar Athenas forrásai”.
2006-tól nyugdíjasként az OSZK 16-18. századi Könyvtörténeti Osztályán dolgozik. (Így több mint 40 éven át az OSZK munkatársa.)
Kutatási területe a 18. századi magyar irodalomtörténet és művelődéstörténet. 
Tanulmányaiban (írásaiban) Bod Péterrel, a Magyar Athenas literátoraival, a 18. sz.-i magyar asszonyok életével és hivatásával, a 18. századi mecenatúrával, levelezéssel stb. foglalkozik. Könyvbemutatókat is tartott.
2002-től öt éven át az ELTE BTK Művelődéstörténeti Tanszékének a megbízásából a „Mikszáth Kálmán kutatási program”-ban vett részt. 1998-től vezetőségi tagja az 1988-ban megalakult Bod Péter Társaságnak. 
Cikkei, tanulmányai az OSZK évkönyvében, a Magyar Könyvszemlében, a Könyvtári Levelező/Lap-ban, a Valóságban, a Kolozsváron megjelenő Református Szemlében, az Erdélyi Múzeumban, a Református Családban, valamint több más folyóiratban jelentek meg. Írásainak egy része az interneten is olvasható.
Az erdélyi folyóiratokban a Bellághné Nagy Rózsa névformát is használja, de Bellágh Rózsa néven is jelentek meg írásai.

## Magánélet
Házastársa Bellágh György (1939) mérnök, nevelt fia Bellágh Szabolcs (1970). Testvérei: ifj. Nagy István (1941-2011) geológus és Nagy Margit (1945) tanár, újságíró, aki a Vajdaságban Újvidéken él.

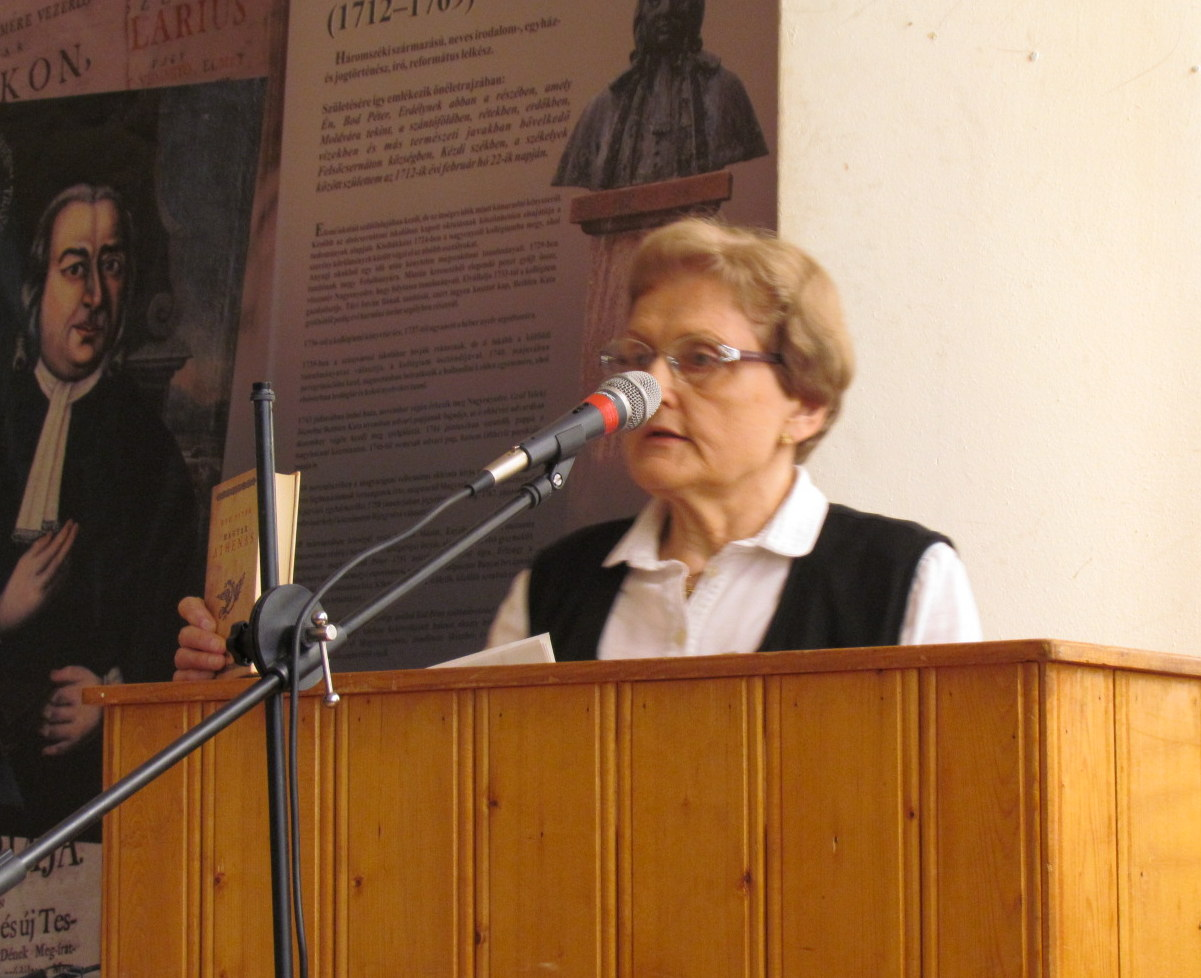
Bod Péter nagyenyedi konf. 2012 május 2-3.

## Fontosabb tanulmányok, cikkek
1.      Bod Péter és a Magyar Athenas forrásai.= Az OSzK évkönyve 1984-1985. 361-388.
2.      Szerencsi Nagy István, a Magyar Athenas folytatója.= Az OSzK évkönyve 1986-1990. 417-433.
3.      Keresztesi József és a Magyar Athenas toldaléka.= Magyar Könyvszemle. Bp.  1995. 1. 90-94.
4.      Bod Péter írásaiból és írásairól. Szerk.Ugrin Gáborné, vál.: Bellágh Rózsa. Bp. 2000.
5.      Mikszáth Kálmán összes művei. 39. köt. Elbeszélések. 13. 1888. Sajtó alá rend. Hajdu Péter. Közrem. Bellágh Rózsa. Bp. 2001.
6.      A Magyar Athenas és Bethlen Kata könyvtárának jegyzékei. = Bod Péter, a historia litteraria művelõje. Bp. 2004. 33-45.
7.      Asszonyi hivatás a 18. században, Bod Péter halotti beszédei alapján. =Református Szemle. Kolozsvár. 2004. május-június. 320-328.
8.      Mecenatúra Bod Péter korában. = Magyar Könyvszemle. Bp. 2005. 3. 328-335.

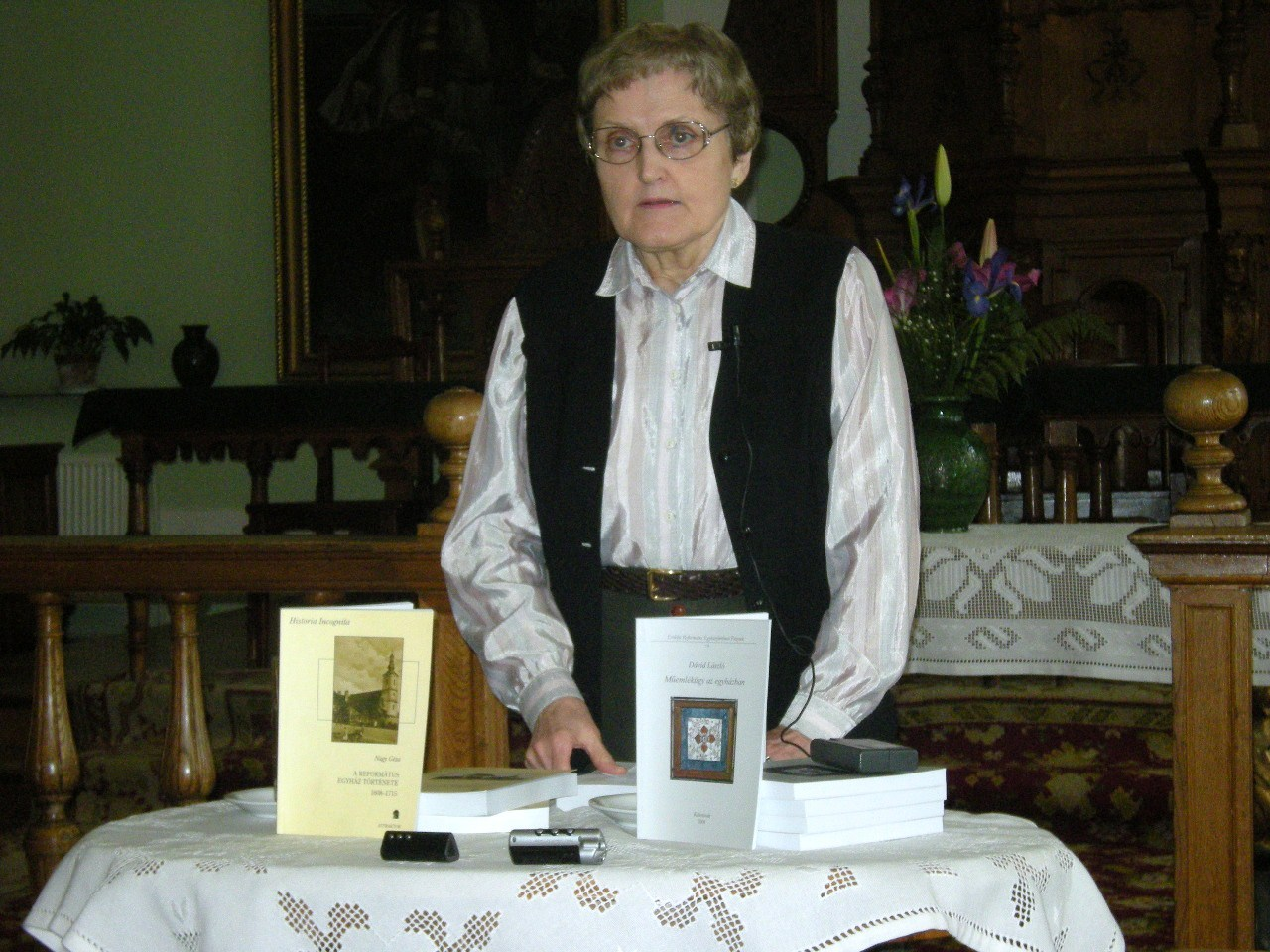
Könyvbemutató a Kolozsvári Protestáns Teológiai Intézetben: Nagy Géza: A református egyház története 1608-1715.

9.      Hasonmás kiadások. Sorozatok. /Bibliográfia./ Szerkesztette, gondozta Bellágh Rózsa. OSzK honlapján. 2002-2005.
10. A „jó és bölcs asszony” a 18. századi halotti beszédekben. =   Erdélyi Múzeum. Kolozsvár, 2006. 3-4. 94-106.
11. Bod Péter Önéletírása – egy erdélyi tudós életútja a 18. században. = Református Szemle. Kolozsvár. 2006. nov.-dec. 704-713.
12. A nő és hivatása, 2. r. Szemelvények a magyarországi nőkérdés történetéből 1866-1896. Szerk. Fábri Anna etc. Közrem. Bellágh Rózsa. Bp. 2006.
13. A” jó és bölcs asszony” a 18. századi halotti beszédekben. = A nők világa. Művelődés- és társadalomtörténeti tanulmányok. Szerk. Fábri Anna, Várkonyi Gábor. Bp. 2007. 211-226.
14. Bod Péter önéletírása, egy erdélyi tudós életpálya. = Emlékezet és devóció a régi magyar irodalomban. A kolozsvári Babeş-Bolyai Tudományegyetem Magyar Irodalomtudományi Tanszéke által szervezett nemzetközi konferencia előadásai 2006. május 24-27. Kolozsvár, 2007. 289-295.
15. Magyar asszonyok levelezése a 18. században. = Református Szemle. Kolozsvár. 2008. január-február. 76-84.
16. Nagy Géza: A református egyház története 1608-1715. 1-2. köt. Szerk. Kurta József. A névmutatót összeállította Bellághné Nagy Rózsa. Bp. 2008.
17. Nagy Géza: A református egyház története 1608-1715. Könyvismertetés. =   Könyvtári Levelező/Lap. Bp. 2008. 7. 23-24.
18. Nagy Géza egyháztörténeti fő műve. (A református egyház története 1608-1715) = Tanulmányok Prof. Dr. Dr. Csohány János tiszteletére. Sárospatak – Debrecen 2009. 193-198. (Előadásként is elhangzott a Doktorok Kollégiuma ülésén Sárospatakon 2008. aug. 29-én)
19. Egy egyháztörténeti könyv különös sorsa. = „mint az gyümölczös és termett szölöveszszöc…” Tanulmányok P. Vásárhelyi Judit tiszteletére. Bp. 2010. 222-228.
20. Nagy Endre: Így éltem és ezt láttam. Sajtó alá rendezte: Bellághné Nagy Rózsa. A kötetet kiadta Nagy Margit és Nagy László. Újvidék 2010.
21. Emlékezés Mikszáth Kálmánra (1847-1910), halálának 100.-ik évfordulója alkalmából. 2010-ben az előadás három rendezvényen hangzott el. Digitális formában ismeretes, nyomtatásban nem jelent meg.
22. Apáczai Csere János (1625-1659) = Retrospectio. Tanulmányok a 60 éves Heltai János tiszteletére. Miskolc 2010. 25-37.
23. Így éltem és ezt láttam. Nagy Endre 20. századi emlékirata. Cikk. = Könyvtári Levelező/Lap. Bp. 2011. 2. 30-34.
24. Egy szibériai hadifogoly és erdélyi iskolaalapító önéletrajza. Cikk. = Valóság. Budapest. 2011. 7. 117-122.
25. „Kegyelmed levelét becsülettel vöttem …” Magyar asszonyok levelezése a 18. században. = Crescit eundo. Tisztelgő tanulmányok V. Ecsedy Judit 65. születésnapjára. Bp. 2011. 27-34.
26. Bod Péter erdélyi tudós és írói lexikona, a Magyar Athenas. Tanulmány.  = Széphalom. A Kazinczy Ferenc Társaság évkönyve. 2012. Sátoraljaújhely 2012. 223-230.
27. Bod Péter, a historia litteraria művelője – szellemi öröksége, a Magyar Athenas. Tanulmány. = Egyház, társadalom és művelődés Bod Péter (1712-1769) korában. A nagyenyedi és magyarigeni „Bod Péter háromszáz éve”  konferencia (2012. május 2-3.) tanulmánykötete. Budapest 2012. 201-209.
28. Bod Péter püspökei a Smirnai Szent Polikárpus című egyháztörténeti műben. Tanulmány. = Református Szemle. Kolozsvár 2012, november-december. 599-609.
29. Szemelvények egy szibériai hadifogoly életéről. Tanulmány. = Széphalom. A Kazinczy Ferenc Társaság évkönyve. 2014. Sátoraljaújhely 2014. 65-72.
30. 2014-ben az I. világháborúra emlékezünk. – Nagy Endre, az egykori szibériai hadifogoly. Tanulmány. = Református Család. Kolozsvár 2014/6, november-december). 4-6.